# Walter Tournier
Walter Tournier (Montevideo, 14 de juliol de 1944) és un director uruguaià de pel·lícula d'animació i de pel·lícules documentals, que està estretament identificat amb la comunitat de cinema emprenedor d'aquest país. El seu treball ha tingut una bona acollida tant al seu país com a festivals de cinema a Amèrica Llatina, Europa i els Estats Units.

## Carrera
Tournier va estudiar arquitectura a la Universitat de la República a Montevideo, Uruguai, però va decidir que la seva veritable vocació era el cinema. Es va incorporar a C3M (Cinemateca del Tercer Món) l'any 1969. Va produir la seva pel·lícula debut, En la selva hay mucho que hacer, abans de la dissolució de C3M. el 1974 utilitzant animació retallada per explicar la història d'un pare que intenta que la seva filla petita entengui el motiu del seu empresonament com a pres polític.
Després va viure exiliat al Perú des de la dictadura militar a l'Uruguai fins al 1985. Allà es va dedicar a l'arqueologia, que va estudiar a la Universitat Nacional de San Marcos a Lima. També va fer diversos curtmetratges. Durant aquest període, va desenvolupar moltes de les tècniques d'animació que després va aplicar amb un èxit considerable al llarg de la seva carrera com l'ús de materials i tecnologies que va trobar localment.
Tournier va fundar Imagenes Studio amb el productor Mario Jacob el 1986, on va exercir de cap d'animació. Entre altres pel·lícules, va dirigir Los escondites del sol (1990) que mostrava les conseqüències d'onze anys de dictadura a l'Uruguai a través dels ulls dels nens. A més, va fer documentals i va coordinar un taller d'animació que va donar com a resultat la minisèrie ambiental La Madre Tierra. El 1994 va deixar Imagenes per formar una nova empresa, Tournier Animation.
El 2012, després d'una successió de curtmetratges i minisèries de televisió, va dirigir el primer llargmetratge d'animació que es va fer a l'Uruguai titulat Selkirk, el verdadero Robinson Crusoe, distribuït per The Walt Disney Company. La producció va utilitzar animació de titelles per presentar la vida del mariner escocès del segle XVIII Alexander Selkirk. Va ser aclamat pel diari El País de Montevideo com "una delícia visual que poques vegades es troba en una pel·lícula que no sigui britànica o americana".

## Reconeixement
El treball de Tournier s'ha mostrat en festivals de cinema a Amèrica Llatina, Espanya, França, Alemanya i els Estats Units. Entre les seves pel·lícules d'animació premiades internacionalment destaquen El cóndor y el zorro (1980), El clavel desobediente (1981), Nuestro pequeño paraíso (1983), Ilusiones ópticas (1983), El jefe y el carpintero (2000), Navidad Caribeña (2001) i A pesar de todo (2003). El 2002 va rebre el Premi Príncep Claus dels Països Baixos per les seves contribucions a la cultura.

## Filmografia
- Selkirk, el verdadero Robinson Crusoe (2012) Animació Stop Motion. Llargmetratge, 80’, 35mm. Uruguai, Argentina, Chile.
- Tonky II (2009) Animació Stop Motion. Uruguai.
- La cama (2009) Animació Stop Motion. 1’. Uruguai.
- La canilla perfecta (2008) Animació Stop Motion. 7´30” i 4 de 1´30”. Uruguai.
- Tonky I (2007) Animació Stop Motion. Uruguai.
- Queremos vivir (2005)
- Derechos del niño (2004-2007) Animació Stop Motion. Uruguai.
- Carta democrática (2003) Animació 2D. 4´, video.
- A pesar de todo (2003) Animació Stop Motion. 6´, 35mm. Uruguai.
- Tachuela, Varilla y Lechuga (2003) Animació 2D. 4´. Uruguai.
- Yo quiero jugar (2003)
- Yo quiero que me quieran (2003)
- Es mi familia (2002)
- Yo quiero participar (2002)
- Yo soy (2002)
- Caribbean Christmas (2001) Animació Stop Motion. 24 minutos. Gal·les-Uruguai.
- El jefe y el carpintero (2000) Curtmetratge de 13 minutos. Animació Stop Motion. 13´,
- Yo quiero (2000)
- Octavio Podesta (1998) Documental. Uruguai.
- Los Tatitos (1997-2001) Animació Stop Motion. 22 capítulos de 1´15” cada uno. Uruguai.
- El siglo del viento (1998) Documental-Titelles, video de Fernando Birri. Uruguai-Alemania.
- La rambla montevideana (1992) Documental.
- Los escondites del sol (1990) Animació Stop Motion i 2D. 4´, 35mm. Uruguai.
- Nuestro pequeño paraíso (1983)
- El cóndor y el zorro (1979)
- El clavel desobediente (1981) Titelles i Animació. 10´, 35mm. Perú.
- En la selva hay mucho que hacer (1974) Animació Paper retallat. 17´, 35mm. Uruguai.